# Józef Rusin
Józef Rusin (7. února 1860 Bieńkówka – 8. ledna 1927) byl rakouský politik polské národnosti z Haliče, na počátku 20. století poslanec Říšské rady.

## Biografie
V době svého působení v parlamentu se uvádí jako zemědělec v obci Bieńkówka u Myślenic. Patřil do Polské lidové strany. Po jejím rozkolu přešel do Polské lidové strany „Piast”. Od roku 1912 do roku 1914 byl členem okresní rady v Myślenicích.
Působil také coby poslanec Říšské rady (celostátního parlamentu Předlitavska), kam usedl ve volbách do Říšské rady roku 1911, konaných podle všeobecného a rovného volebního práva. Byl zvolen za obvod Halič 38.
Uvádí se jako člen Polské lidové strany. Po volbách roku 1911 byl na Říšské radě členem poslaneckého Polského klubu.